# Łucja Frey

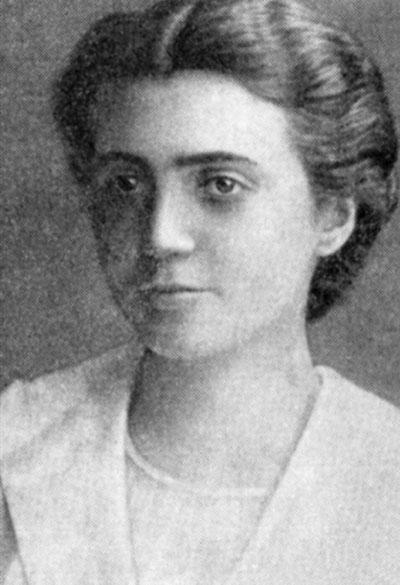
Łucja Frey nel 1919

Łucja Frey, o Łucja Frey-Gottesman (Leopoli, 3 novembre 1889 – Leopoli, probabilmente il 24 agosto 1942), è stata una neurologa e medico polacca, nota soprattutto per aver descritto la sindrome che in seguito prese il suo nome, la sindrome di Frey. Fu una delle prime donne in Europa a diventare neurologa. Frey, ebrea, morì nell'Olocausto, probabilmente nel 1942 nel ghetto di Leopoli all'età di 53 anni.

## Biografia
Łucja Frey nacque il 3 novembre 1889 a Leopoli, allora parte dell'Impero austro-ungarico, figlia dell'imprenditore edile Szymon Symcha Frey e di sua moglie, Dina (nata Weinreb). Frey e la sua famiglia erano ebrei. Tuttavia lei frequentò una scuola elementare cristiana tra il 1896 e il 1900. Si diplomò alla scuola secondaria Franciszek-Józef come studentessa diurna nel 1907. In seguito studiò matematica e filosofia all'Università di Leopoli sotto la guida del professor Marian Smoluchowski (1872-1917). Fu anche studentessa della Facoltà di Filosofia dal 1907 al 1912, ma dopo cinque anni partì per Varsavia e iniziò a studiare medicina.
Frey studiò medicina dal 1918 al 1923 laureandosi il 2 giugno 1923. I suoi studi furono interrotti per un anno a causa della guerra polacco-ucraina.  Dopo la laurea, continuò il suo lavoro come assistente senior del professor Kazimierz Orzechowski (1878-1942) nella sua clinica neurologica all'Università di Varsavia. Alla fine del 1928 lasciò Varsavia per tornare a Leopoli e sposò un avvocato di nome Mordechai (Marek) Gottesman (1887 a Komarno - 1941?). Dal maggio 1929 lavorò presso la Clinica Neurologica di Leopoli in via Rappaporta come assistente consulente senior. A quel tempo, viveva con il marito e i suoceri in un appartamento in ul. Zygmuntowska 12. Nel 1930 diede alla luce una figlia, Danuta. Nel 1932, la famiglia Frey si trasferì in un nuovo appartamento Le informazioni sul secondo figlio, Jakub, nato nel 1919, provengono da una sola fonte: la testimonianza della cognata di Łucja Frey, Hedwa Balat, nata Gottesman, che è stata presentata all'Istituto Yad Vashem nel 1955.  Secondo la sua testimonianza, si trattava molto probabilmente di Jakub Gottesman, figlio di Marek Gottesman e della sua prima moglie, Klara Philipp. Anche Jakub fu ucciso nell'Olocausto, così come sua madre, Klara, e il suo patrigno, il dottor Michal Sokaler. Tuttavia, nessun'altra fonte supporta questa affermazione, e il biografo di Frey la trova altamente improbabile.
Dopo lo scoppio della seconda guerra mondiale e l'invasione della Polonia da parte delle truppe sovietiche, Marek Gottesman fu arrestato a Leopoli dall'NKVD con l'accusa di attività controrivoluzionaria e molto probabilmente assassinato. Dopo l'occupazione della città da parte dei tedeschi, Łucja Frey fu mandata nel ghetto. Lì ha lavorato nella Seconda Clinica (II Policlinico Ghetto) di ul. Zamarstynowska 112. L'ultima prova che Łucja Frey fosse ancora viva risale al 1º aprile 1942. Si tratta di un questionario personale compilato per la prima notifica delle professioni sanitarie con il numero di serie 144, rilasciato dalle autorità tedesche. Il 20 agosto 1942 furono uccisi quasi tutti i pazienti e il personale medico della clinica del ghetto (almeno 400 persone). Łucja Frey morì in quel periodo, probabilmente il 24 agosto 1942, o fu deportata nel campo di sterminio tedesco di Bełżec tra il 10 e il 22 agosto. Alcuni biografi citano l'anno 1943 (la liquidazione del ghetto di Leopoli avvenne in giugno) come data della morte di Łucja Frey. Nulla si sa della sorte della famiglia di Łucja Frey, di sua figlia Danuta, del suo presunto figlio Jakub, di suo marito, dei suoi genitori e suoceri.
Fino al 2004 esistevano solo brevi articoli biografici sulla vita di Łucja Frey: in polacco, svedese e inglese La prima menzione di Łucja Frey è stata scritta da Eufemiusz Herman, autore di un articolo di memorie in "Neurologia Polska" del 1950 e di un capitolo dedicato a questo medico nella monografia "Neurologi polacchi" del 1958. Negli ultimi vent'anni, numerosi articoli su Lucia Frey sono stati pubblicati su riviste neurologiche e otorinolaringoiatriche. L'opera più ampia dedicata alla sua vita è la tesi di dottorato di Mirjam Moltrecht: "Dr. med. Łucja Frey. Una dottoressa di Leopoli 1889-1942: Ricostruzione di una vita" (Lipsia, 2004), successivamente pubblicata come biografia da Hartung Gorre Verlag. Tuttavia, il nome di Frey è spesso omesso o scritto in modo errato, anche in pubblicazioni specializzate, come "Lucy" o "Lucie".  Le date di nascita e di morte sono talvolta indicate come gli anni di vita del medico e fisiologo austriaco Maximilian Ruppert Franz von Frey.
Eufemiusz Herman scrisse di lei: "Era estremamente modesta, calma, laboriosa e creativa. Tutti i suoi lavori scientifici sono caratterizzati da un'eccezionale accuratezza, dalla ricerca di una conoscenza completa dell'argomento in esame e da una seria conoscenza dell'argomento. […] Sebbene l'eredità scientifica di Łucja Frey non sia molto grande, ciascuna delle sue opere pubblicate ha un grande significato scientifico e lascia un contributo duraturo alle conquiste scientifiche del mondo".

## La ricerca
Il lavoro di Frey sulla sindrome del nervo auricolotemporale, ora noto nella letteratura polacca come sindrome di Łucja-Frey e in inglese come sindrome di Frey, fu pubblicato nel 1923 nella "Polska Gazeta Lekarska" e nello stesso anno in francese nella "Revue Neurologique".  Il caso descritto in questo articolo fu presentato il 20 gennaio 1923 in una riunione della Società dei Medici dell'Ospedale Bambino Gesù e della Società Neurologica a Varsavia. È stato descritto in questo modo:
.
Tuttavia, questa non è stata la prima descrizione di questo complesso di sintomi in letteratura. I predecessori di Frey furono Kastremsky (1740), Duphenix (1757), Barthez (1806), Dupuy (1816), Brown-Sequard (1849),  Baillarger (1853), Henle (1855), Bérard (1855),  Bergounhioux (1859), Rouyer (1859),  Botkin (1875),  Parkes Weber (1897), Gordon New e Hermann E. Bozer (1922) e Lipstatt (1922). Brown-Sequard e Henle hanno descritto i propri sintomi. Tuttavia, tutte queste osservazioni erano incomplete e non rappresentavano un possibile meccanismo patologico del fenomeno della sudorazione del gusto. L'opera di Frey "Il caso della sindrome auricolo-temporale" ("Le Syndrome du Nerf Auriculo-Temporal") è considerata la prima presentazione della sindrome nella letteratura mondiale. Frey è stata la prima a riconoscere la sindrome come un disturbo che colpisce sia le fibre nervose simpatiche che quelle parasimpatiche.
L'omonimo del Gruppo Frey fu introdotto in medicina nel 1926 da Higier e nel 1932 da Bassoe. In riconoscimento di altri ricercatori, a volte vengono usati i nomi sindrome di Baillarger, sindrome di Frey-Baillarger o sindrome di Dupuy.
Oltre a questo importante lavoro, Frey ha pubblicato ricerche sugli effetti delle tossine vegetali sulla degenerazione del midollo spinale,  l'anatomia topografica del tronco encefalico  e la sclerosi laterale amiotrofica (malattia di Charcot) e casi di malformazioni vascolari spinali casistiche del midollo spinale, cisti del terzo ventricolo, tumori del clivo,  tumori del lobo frontale e tumori retrospleniali (dietro lo splenio del Corpo calloso). Ha scritto la maggior parte delle opere da sola; quattro insieme al professor Orzechowski, uno sulle malattie ereditarie del sistema nervoso con il neuropatologo Opalski. La sua descrizione delle malformazioni vascolari spinali sincrone è stata la prima nella letteratura mondiale.
Non c'è dissertazione tra le opere di Lucie Frey. Informazioni su tali opere possono essere trovate negli elenchi abbastanza completi delle dissertazioni prebelliche dell'Università di Varsavia. Pertanto, sembra probabile che il titolo "Dr. med." usato da Herman significhi qualcosa come "Dottore di tutte le scienze mediche", cioè medico, e non il titolo accademico di "Dottore in Medicina".